# 李徳洙
李徳洙（り・とくしゅ、朝鮮語: 리덕수、1943年11月- ）は、中華人民共和国の政治家。吉林省汪清県出身の朝鮮族で、国家民族事務委員会主任を務める。

## 略歴
1943年生まれ。1965年、延辺大学政治学科に在籍時に中国共産党に入党。中共延辺州委書記兼州長、中共吉林省委常委兼延辺州委書記、中共12届中央委員会候補委員、中共13届中央委員会委員、吉林省副省長兼中共延辺州委書記、国家民族事務委員会副主任（1990年）、中共中央統戦部副部長兼中共中央委員会委員などを歴任。